# Ardabíli repülőtér
Az Ardabíli repülőtér (IATA: ADU, ICAO: OITL) Irán egyik nemzetközi repülőtere, amely Ardabíl közelében található. Éves utasforgalma 261 144 fő (2012). Üzemeltetője az Iranian Airports Holding Company.

## Futópályák
A repülőtér futópályái:
- 15/33
- 07/25

## Forgalom
Az utasforgalom az elmúlt években az alábbi módon változott:
| 2011 | 260 418 |
| 2012 | 261 144 |

## Légitársaságok és úticélok
2025-ben a Ardabíli repülőtérről az alábbi járatok indulnak (Utoljára frissítve: 2025-02-16):
| Légitársaság         | Célállomások                               |
| -------------------- | ------------------------------------------ |
| ATA Airlines         | Mashhad, Tehran–Mehrabad                   |
| Iran Air             | Tehran–Mehrabad Szezonális: Jeddah, Medina |
| Iran Aseman Airlines | Mashhad, Tehran–Mehrabad                   |
| Mahan Air            | Mashhad, Tehran–Mehrabad                   |
| Pouya Air            | Tehran–Mehrabad                            |
| Zagros Airlines      | Tehran–Mehrabad                            |